# Храм Непорочного зачатия Пресвятой Девы Марии (Ялта)
Храм Непорочного зачатия Пресвятой Девы Марии (укр. Храм Непорочного зачаття Пресвятої Діви Марії, лат. Ecclesia Immaculatae Conceptionis Beatae Mariae Virginis) — католический храм на Пушкинской улице, д. 25, в городе Ялта, Крым. Находится в собственности Украинской грекокатолической церкви.

## История
В конце 80-х годов XIX века ялтинская католическая община насчитывала около 500 человек, которые собирались на молитву в маленьком домике. Приход был многонациональным и состоял из европейцев.
В 1888 году община обратилась с просьбой дать разрешение на строительство в Ялте молитвенного дома (каплицы) для католиков. В 1898 году община получила разрешение и начала строительство. Автором проекта стал один из лучших архитекторов Крыма, Николай Краснов. Строительство велось с большим трудом из-за нехватки денежных средств.
15 апреля 1906 года на Пасху, храм, в котором не достроили шпиль с колокольней, был освящён Саратовским епископом Кесслером.
20 октября 1927 года храм закрылся после землетрясения. В конце 1920-х годов большевики полностью уничтожили крымский католицизм. Церковный дом и сторожку снесли, а в самом здании храма, в начале 30-х годов сначала размещался тир, а потом — спортивный зал. После окончания Великой Отечественной войны, с 1945 года, краеведческий музей. В 1989 году в помещениях был открыт Дом органной и камерной музыки. По проекту архитектора А. Граужиса были проведены значительные реставрационные работы, благодаря которым удалось вернуть зданию начальный вид.

## Восстановление храма
6 октября 1991 года состоялось первое собрание возрожденной ялтинской католической общины, в котором участвовало 12 человек. 20 октября того же года доминиканец о. Зигмунт Козар совершил первое богослужение в здании храма. С этого времени богослужения совершаются регулярно.
Согласно постановлению Совета министров республики Крым № 248 от 17.11.1992 г., 25 февраля 1993 года храм и земельный участок площадью 2084 м² были переданы Украинской грекокатолической церкви в пользование. 28 марта 1993 года храм освятил Епископ Каменец-Подольский Ян Ольшанский.
Сегодня храм открыт для посещения всех желающих, проводятся концерты органной музыки.